# Ammar (nome)
Ammar (in alfabeto arabo: عمّار, traslitterato anche come 'Ammar) è un nome proprio di persona arabo maschile.

## Varianti in altre lingue
- Bosniaco: Amar[1]

## Origine e diffusione
Deriva dal verbo arabo عَمَرَ ('amara, "vivere a lungo"), e significa quindi "longevo", "che ha lunga vita". È legato etimologicamente al nome Omar.

## Persone
- Ammar ibn Yasir, uno dei compagni di Maometto
- Ammar Ahmed, calciatore svedese
- Ammar Al-Rushaidi, calciatore omanita
- Ammar Hamsan, calciatore yemenita
- Ammar Jemal, calciatore tunisino
- Ammar Souayah, allenatore di calcio tunisino

### Variante Amar
- Amar Alibegović, cestista bosniaco
- Amar Benikhlef, judoka algerino
- Amar Ćatić, calciatore bosniaco
- Amar Rahmanović, calciatore bosniaco